# رولف یوهانسن
رولف یوهانسن (نروژی: Rolf Johannessen; ۱۵ مارس ۱۹۱۰ – ۲ فوریهٔ ۱۹۶۵) بازیکن فوتبال اهل نروژ بود.
از باشگاه‌هایی که در آن بازی کرده‌است می‌توان به باشگاه فوتبال فردریکستاد اشاره کرد.
وی همچنین در تیم ملی فوتبال نروژ بازی کرده‌است.